# پرنامبوکو
پرنامبوکو یکی از ایالتهای کشور برزیل است که در منطقه شمال‌شرقی آن کشور قرار دارد.
در شمال با ایالت‌های پارایبا و سه ارا، در غرب با پیاوی، در جنوب با الاگواس و باهیا و در شرق با اقیانوس اطلس هم‌مرز است.
شهر رسیفی پایتخت پرنامبوکو است و یکی از زیباترین نقاط شهری کشور برزیل یعنی بوا ویاگم را در خود جای داده‌است.

## نگارخانه

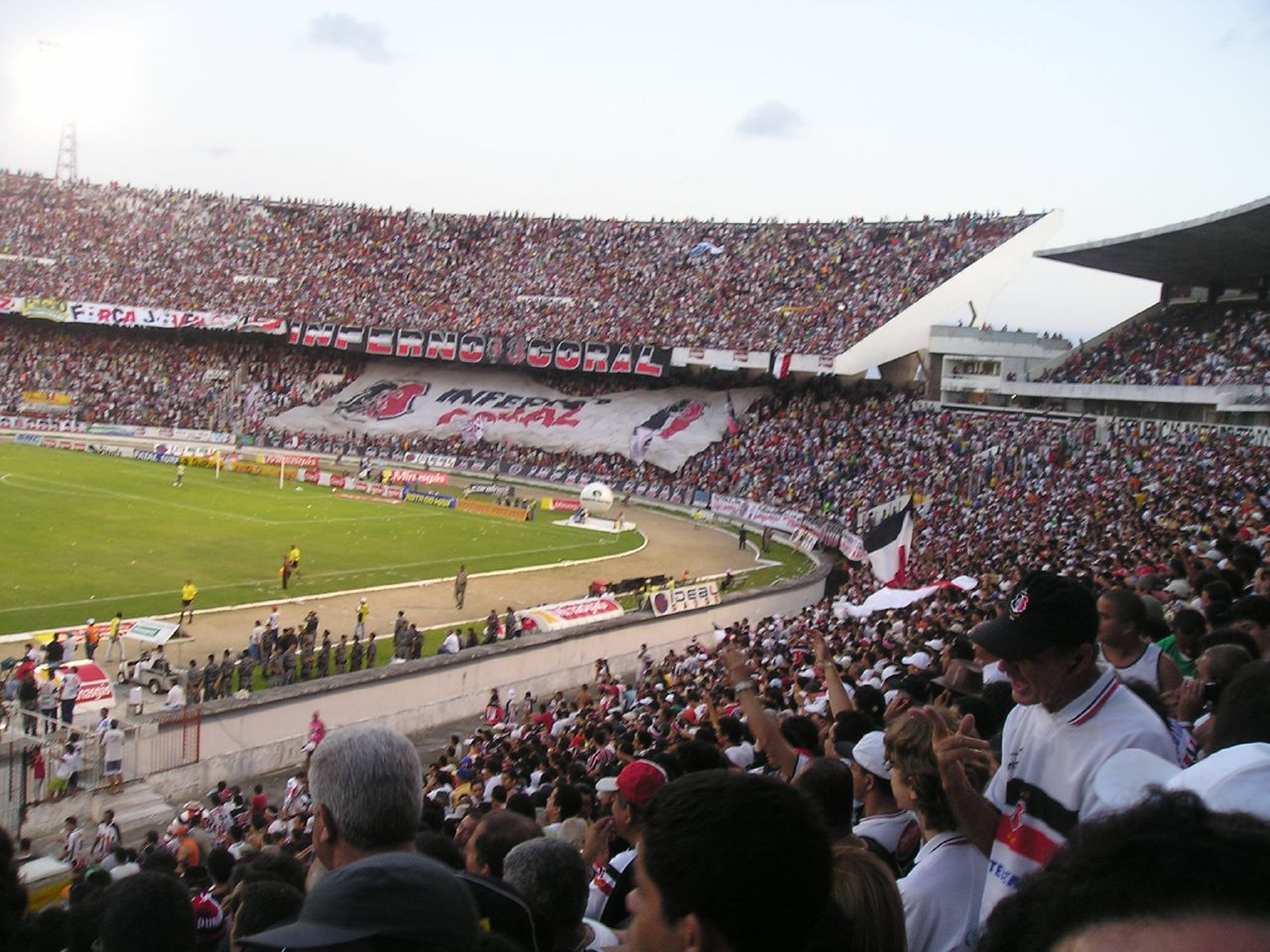